# Trombina

Papel de la trombina en la cascada de coagulación sanguínea

La trombina (EC 3.4.21.5, fibrinogenasa, trombasa, factor activado II de la coagulación de la sangre), es una enzima del tipo de las peptidasas, más específicamente una serina proteasa. En humanos, es codificada por el gen F2. No es parte de la sangre, sino que se forma como parte del proceso de coagulación sanguínea. Ayuda a la degradación del fibrinógeno a monómeros de fibrina. La protrombina (factor de coagulación II) se escinde  proteolíticamente para formar trombina en el proceso de coagulación. La trombina a su vez actúa como una serina proteasa que convierte el fibrinógeno soluble en hebras insolubles de fibrina, además de catalizar muchas otras reacciones relacionadas con la coagulación.

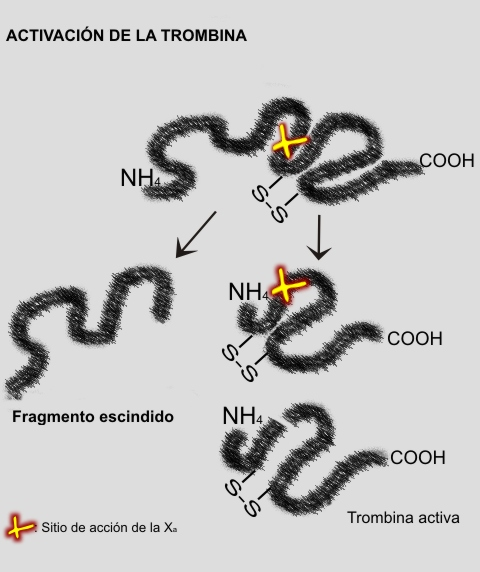
Formación de trombina a partir de la protrombina

.

## Descripción
La trombina es una enzima glucoproteínica formada por dos cadenas de polipéptidos de 36 y 259 aminoácidos respectivamente, unidas por un puente disulfuro. Se forma a partir del precursor protrombina en una reacción catalizada por la enzima tromboplastina en presencia de iones de calcio (Ca+2). Tiene un peso molecular de 33701 daltons.

## Formación de trombina
El ritmo de producción de protrombina (pro= antes de) en trombina, es casi directamente proporcional a la cantidad de tromboplastina disponible en la sangre. La tromboplastina se forma cuando hay daño tisular y su cantidad depende del grado de daño sufrido por el vaso sanguíneo. La tromboplastina se encuentra en casi todos los tejidos y se libera cuando existe rotura de plaquetas y lesión de las células hísticas.
La trombina se forma a partir de la protrombina.

## Acciones
La trombina activada es una enzima con acción proteolítica de forma más o menos esférica que actúa sobre el fibrinógeno suprimiendo dos péptidos de bajo peso molecular de cada molécula de fibrinógeno dando formación a monómeros de fibrina que a su vez se aglomeran en polímeros de fibrina los cuales se estabilizan al formar el retículo del coágulo.

## Anticoagulantes
La administración de fármacos anticoagulantes como la heparina, tiene como finalidad potenciar los efectos antitrombóticos fisiológicos naturales para obstaculizar la conversión del fibrinógeno en fibrina en el lugar donde ocurrió lesión.